# Martin Mačković
Martin Mačković, né le 4 septembre 1995, est un rameur serbie.

## Palmarès

### Championnats du monde
| Discipline | Chungju 2013 Corée du Sud | Amsterdam 2014 Pays-Bas | Aiguebelette 2015 France |
| ---------- | ------------------------- | ----------------------- | ------------------------ |
| Deux barré |                           |                         | Bronze                   |